# 모모세촌
모모세촌(百瀬村)은 일본 시가현 다카시마군에 설치되었던 촌이다. 현재의 다카시마시의 북동부에 해당한다.